# Lepadella quadricarinata
Lepadella quadricarinata är en hjuldjursart som först beskrevs av Soili Kristina Stenroos 1898.  Lepadella quadricarinata ingår i släktet Lepadella och familjen Lepadellidae. Arten är reproducerande i Sverige. Inga underarter finns listade i Catalogue of Life.